# Xã Current River, Quận Randolph, Arkansas
Xã Current River (tiếng Anh: Current River Township) là một xã thuộc quận Randolph, tiểu bang Arkansas, Hoa Kỳ. Năm 2010, dân số của xã này là 469 người.